# Paul Put
Paul Put, né le 26 mai 1956 à Merksem en Belgique, est un footballeur belge devenu par la suite entraîneur.

## Biographie

### Carrière d'entraîneur
Paul Put a  principalement entraîné les clubs belges du KSC Lokeren (2001-2003) et du K Lierse SK (2004-2005). 
Le 1er octobre 2008, au terme d'une enquête de la Fédération belge de football (URBSFA), il a été condamné à la radiation à vie, peine réduite en appel à trois ans de suspension.
Il devient le sélectionneur de  l'équipe nationale de Gambie, du mois de mai 2008 à novembre 2011.
De mars 2012 à février 2015, il est sélectionneur de l'Équipe du Burkina Faso de football en remplacement de Paulo Duarte,.
En juin 2015, Paul Put est nommé sélectionneur de la Jordanie. Il démissionne en janvier 2016.
Le 28 octobre 2016, il est annoncé au CS Constantine,, cependant deux jours plus tard, il signe à l'USM Alger pour deux ans,.
Nommé entraîneur de l'Equipe du Kenya le 19 novembre 2017, il démissionne de ses fonctions le lundi 19 février 2018, invoquant des raisons personnelles. 
Après sa démission, il devient sélectionneur de l'équipe national de Guinée le 2 mars 2018 . Il est limogé en juillet 2019.

## Palmarès

### Entraîneur
- Club de l'USM Alger
  - Demi-finaliste de la Ligue des Champions de la CAF 2017

### Sélectionneur
- Équipe du Burkina Faso
  - Finaliste de la Coupe d'Afrique des nations en 2013.